# Yeti – Das Schneemonster
Yeti – Das Schneemonster (Originaltitel: Yeti: Curse of the Snow Demon) ist ein kanadisch-US-amerikanischer Horrorfilm des Regisseurs Paul Ziller, der für das US-amerikanische Fernsehen produziert und am 8. November 2008 auf Syfy ausgestrahlt wurde. Seine Premiere feierte der Film schon zuvor am 18. Mai 2008 auf den Filmfestspielen in Cannes.
Die Handlung spielt in der Grenzregion zwischen Tibet und Nepal. Neun Überlebende eines Flugzeugabsturzes müssen im Himalayagebirge bei eisigen Temperaturen auf ihre Rettung warten.

## Handlung
Das Footballteam State College Grizzlys ist auf dem Flug zu einem Auswärtsspiel, als ihr Flugzeug in Turbulenzen gerät. Die Piloten können die Maschine nicht mehr unter ihre Kontrolle bringen. Es folgt ein rasanter Höhenverlust, der schließlich zum Absturz der Maschine in den Bergen des Himalayagebirges führt – fernab jeglicher Zivilisation. Neun Passagiere überleben.
Das Cockpit ist so stark beschädigt, dass über Funk kein Notsignal mehr abgesetzt werden kann. Deshalb machen sich Garcia und Andrews in den verschneiten Wäldern auf die Suche nach dem Ersatzfunkgerät. Dieses wird aus Sicherheitsgründen im Heck des Flugzeugs aufbewahrt und das Heck liegt in fünf Meilen Entfernung. Sie finden es, aber eine Verbindung zur Zivilisation können sie damit nicht herstellen. Blutspuren führen zu einer nahegelegenen Felsenhöhle. Sie vermuten dort weitere Überlebende des Absturzes. Ihre Hilfsbereitschaft wird ihnen bald zum Verhängnis werden. Andrews wird von einem stark behaartem Ungetüm – halb Tier, halb Mensch – zerfleischt. Nur Garcia schafft es zurück zum Flugzeugrumpf, in dem sich die anderen inzwischen eine provisorische Behausung einrichteten. Die Toten haben sie draußen in Reihe in den Schnee gelegt.
Als am zweiten Tag die Lebensmittel zur Neige gehen, äußert Ravin den Vorschlag, die Leichen als Nahrungsquelle zu nutzen. Sarah und Peyton sind strikt dagegen. Sofort begeben sich die beiden auf Kleintierjagd, um dem aufkeimenden Kannibalismus vorzubeugen.
Zur gleichen Zeit wird ihr Lager – erkennbar durch das errichtete Lagerfeuer – aus großer Entfernung mittels Fernglas von der Bergrettung gesichtet. Kurz nachdem die Maschine vom Radar verschwand, machte sich ein zweiköpfiges Rettungsteam der nepalesischen Bergwacht auf die Suche nach Überlebenden. Zwei bis drei Tage werden Sheppard und Fury noch zu Fuß unterwegs sein, bis sie die Absturzstelle erreichen.
Kyra beginnt indes, die Leichen zu verbrennen, weil sie den Verzehr ethisch für unvertretbar hält und weil ihr Bruder zu den Opfern zählt. Das bringt den weißhaarigen Riesenaffen so richtig in Rage, bediente er sich doch bisher in jeder Nacht an den säuberlich aufgereihten Leichen. Um sich zu rächen, verschleppt er Sarah in seine Höhle, nachdem er Dennis und Ashley tötete.
Am nächsten Morgen trifft endlich Hilfe ein. Mit großer Erleichterung werden Sheppard und Fury am Flugzeugrumpf von den Überlebenden empfangen. Sheppard will die Gruppe sofort zu einem Hubschrauberlandeplatz bringen, doch für Peyton kommt es nicht in Frage, Sarah zurückzulassen – hat sich doch eine Romanze zwischen den beiden entwickelt. Gemeinsam suchen alle die Höhle des Yetis, heben vor deren Eingang eine tiefe Grube aus und locken das Monster aus seinem Unterschlupf. Der Plan gelingt, der Yeti geht in die Falle. Sarah ist gerettet.
In der trügerischen Gewissheit, alle Gefahren hinter sich gelassen zu haben, begeben sie sich nun auf den Weg zum Landeplatz. Der Yeti, der sich wohl aus dem Loch befreien konnte, folgt ihnen und tötet Fury, Sheppard und Ravin. Am Ende gelingt es Sarah dank ihres Einfallsreichtums, den Yeti einen steilen Abhang hinunterzustürzen. Nur vier Mitglieder des Footballteams entkommen letztendlich der Flugzeugkatastrophe. Peyton, Sarah, Kyra und Rice werden von der Hubschrauberbesatzung nach Hause geflogen.

## Hintergrund
Der Film wurde im kanadischen Vancouver gedreht. Im deutschen Fernsehen wurde er in gekürzter Fassung am 29. Mai 2010 auf Tele 5 uraufgeführt. Diese Version hat eine abweichende Freigabe ab 12 Jahren.
Um das Yeti-Kostüm anzulegen, verbrachte der Darsteller täglich 3 ½ Stunden in der Maske. Die Sprung- und Laufszenen des Yetis wurden mittels CGI computeranimiert.

## Kritik
„Lächerlicher Low-Budget-Horrorfilm auf niedrigstem Genre-Niveau. Weder den Schauspielern noch dem Maskenbildner wurden erkennbare Leistungen abverlangt.“

„Ich will nicht meckern, aber ob Autor Jordan auch nur mal ’ne Discovery-Channel-Doku über den Himalaya gesehen hat, wage ich zu bestreiten. Gut, die kanadischen Rockies mit ihrem üppigen Nadelwaldbestand sind von Haus aus nicht das beste Double für nepalesisches Ultrahochgebirge (wo’s mit Baumbewuchs auf 6000 m bekanntlich eher sparsam aussieht und meines Erachtens auch eher selten Hasen oder Eichhörnchen leben) – aber wer einen Piloten von den USA nach Japan über den Himalaya fliegen lässt, der hat’s nicht so mit Recherche, dünkt mir. Andernfalls wüsste ein Autor vermutlich auch, [wie] kalt es vor Ort ist und dass sechs Tage mit College-Jacken und Wolldecken wohl mehr als nur ‚behauptete‘ Erfrierungen mit sich bringen dürften (unsere Helden sehen am Ende ihres ‚ordeals‘ noch genauso taufrisch aus wie am ersten Tag, und das nicht, weil sie tiefgekühlt wurden) …“